# Чуваське Ісенево
Чува́ське Ісе́нево (рос. Чувашское Исенево, чув. Çӳлти Çулмалуй) — присілок у складі Козловського району Чувашії, Росія. Входить до складу Андрієво-Базарського сільського поселення.
Населення — 25 осіб (2010; 20 у 2002).
Національний склад:
- чуваші — 90 %